# Гладун Богдан Ігорович
Богдан Ігорович Гладун (нар. 10 червня 1999, с. Скірче, Волинська область, Україна) — український футболіст, нападник луцької «Волині».

## Біографія
Богдан Гладун народився 1999 року в селі Скірче Горохівського району Волинської області. Вихованець ДЮСШ «Волинь» (Луцьк), у якій займався з 6 років. Перший тренер — Валерій Назарук. За головну команду луцької «Волині» дебютував 10 вересня 2016 року в матчі Української Прем'єр-ліги проти полтавської «Ворскли».